# 堅田駅 (江若鉄道)
堅田駅（かたたえき）は、かつて滋賀県大津市本堅田にあった江若鉄道の駅（廃駅）。

## 歴史
堅田駅は1923年（大正12年）12月、江若鉄道の雄琴 - 堅田間の開通に伴い開設された。堅田から先に路線が伸びるのは翌24年4月のことで、このときは和邇駅までの区間が開通した。
堅田は琵琶湖の狭窄部に位置し、古くから水運の拠点として栄えていたが、鉄道の開通をきっかけに大規模工場の進出という新たな動きが見られた。当駅開業後の1926年（大正15年）より東洋紡績が堅田に工場の建設をはじめ、1927年（昭和2年）に操業を開始しレーヨンの生産に着手。これにより堅田には新しい産業がもたらされ、戦後まで町に大きな影響を与え続けた。
江若鉄道は1969年（昭和44年）10月31日をもって営業を終了し、当駅も翌11月1日に廃止された。

### 年表
- 1923年（大正12年）12月1日：江若鉄道の雄琴 - 当駅間の延伸開業と同時に開業[6][7]。所在地は滋賀郡堅田町[7]。
- 1924年（大正13年）4月1日：当駅から和邇までが延伸開業[6][8]。
- 1969年（昭和44年）11月1日：駅廃止[6]。

## 駅構造
堅田駅は旅客と貨物の双方を取り扱う一般駅。ホームは2本の線路の間に1面配置された島式ホームで、このほかに貨物用のホームや2本の側線があった。東洋紡績の堅田工場に向かっても専用側線が引かれていて、物資の輸送が行われた。
列車交換が可能な交換駅。江若鉄道では比較的大規模な駅で、1955年（昭和30年）ころには駅長や助役をはじめ出札係や駅手など5、6人の駅員が配置されていた。
| ← 浜大津 方面 | 堅田駅 配線略図 | → 近江今津 方面 |
| 凡例 出典:    |                 |                 |

## 利用状況
開業から数年間の年間乗降客数・貨物取扱量の状況は以下の通り。
| 年間の旅客および貨物の取扱量 | 年間の旅客および貨物の取扱量 | 年間の旅客および貨物の取扱量 | 年間の旅客および貨物の取扱量 | 年間の旅客および貨物の取扱量 | 年間の旅客および貨物の取扱量 |
| 年                           | 旅客                         | 旅客                         | 貨物                         | 貨物                         | 出典                         |
| 年                           | 乗車                         | 降車                         | 発送                         | 到着                         | 出典                         |
| ---------------------------- | ---------------------------- | ---------------------------- | ---------------------------- | ---------------------------- | ---------------------------- |
| 1923年                       | 8,776人                      | 8,502人                      | 46トン                       | 28トン                       | [ 14 ]                       |
| 1924年                       | 90,297人                     | 69,426人                     | 505トン                      | 117トン                      | [ 15 ]                       |
| 1931年                       | 117,815人                    | 131,270人                    | 6,948トン                    | 42,475トン                   | [ 16 ]                       |
| 1934年                       | 120,528人                    | 119,761人                    | 16,357トン                   | 69,944トン                   | [ 17 ]                       |
| 1935年                       | 124,816人                    | 127,404人                    | 13,794トン                   | 62,163トン                   | [ 18 ]                       |
| 1936年                       | 126,835人                    | 129,854人                    | 7,258トン                    | 57,074トン                   | [ 19 ]                       |

## 駅周辺

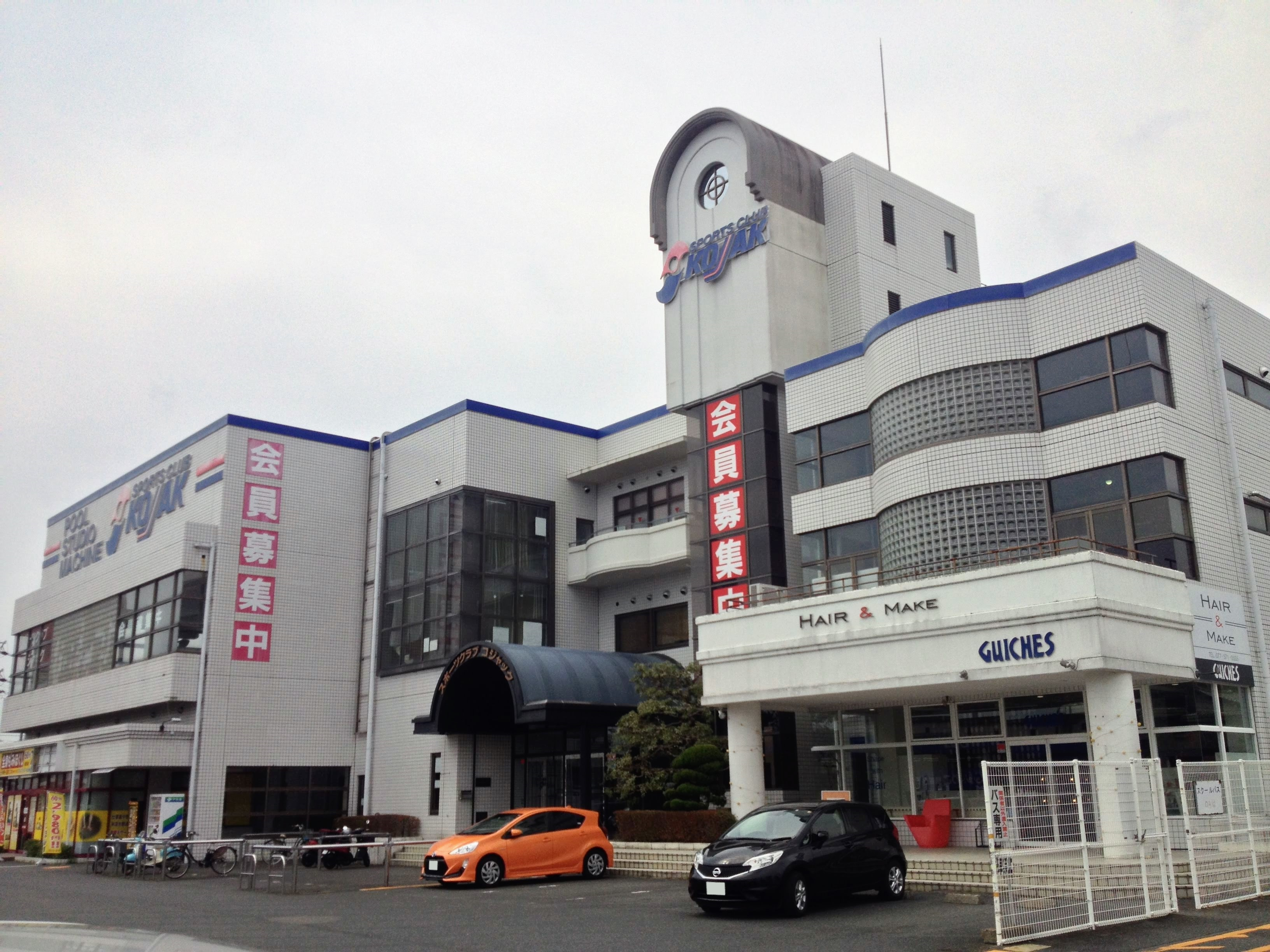
駅の跡地に建つスポーツクラブ

堅田の中心地であり、住宅も多い。駅前には江若バスの車庫が置かれていた。
駅があった場所は国道161号（現在の滋賀県道558号高島大津線）沿い、江若交通の本堅田バス停留所付近に相当する。駅廃止後もしばらくは駅舎やホームが残され、本堅田のバス停として利用されたが、1985年（昭和60年）ころに解体。跡地には江若交通の系列会社によるスポーツクラブが建っている。
当駅から真野駅に向かって、線路は国道（後に県道へ変更）の西側を並走するように伸びていたが、その痕跡は湖西線の堅田駅周辺の開発が進んだこともあってほとんど失われている。

## 隣の駅
江若鉄道
江若鉄道線
雄琴温泉駅 - 堅田駅 - 真野駅